# Phryganopteryx incerta
Phryganopteryx incerta är en fjärilsart som beskrevs av De Toulgoët 1972. Phryganopteryx incerta ingår i släktet Phryganopteryx och familjen björnspinnare. Inga underarter finns listade i Catalogue of Life.